# 압두 디알로
압두라카드 디알로(프랑스어: Abdou-Lakhad Diallo, 1996년 5월 4일 ~ )는 카타르 스타스 리그 클럽 알아라비에서 센터백로 활약하고 있는 세네갈의 프로 축구 선수이다. 프랑스에서 태어난 그는 세네갈 국가대표팀에서 뛰고 있다.

## 구단 경력

### 모나코
투르 출신인 디알로는 15세의 나이에 모나코 유소년 아카데미에 합류했다. 2014년 3월 28일, 그는 구단과 첫 프로 계약을 체결했다. 바딤 바실리예프 구단 부회장은 디알로가 "우리의 스포츠 프로젝트에 완벽하게 부합한다. 그는 많은 재능을 가지고 있으며, 우리는 그가 AS 모나코의 위대한 선수들과 함께 계속 발전하기를 희망한다"고 말했다. 12월 14일, 그는 1-0으로 이긴 마르세유와의 경기에서 베르나르두 실바와 교체되어 들어가 1군 데뷔 전을 치렀다.
2015년 6월, 디알로는 벨기에의 쥘터 바레험으로 2015-16년 시즌 임대되었고, 그는 공격형으로 배치되어 33번의 리그 경기에서 3골을 기록했다. 2016년 12월, 스페인의 레알 베티스가 그의 영입에 관심이 있다는 언론 보도가 나왔다. 그럼에도 불구하고, 그는 2016-17 시즌 동안 5번의 리그 경기에 출전했고, 그의 팀은 리그 우승을 차지했다.

### 마인츠 05
2017년 7월 14일, 디알로는 분데스리가의 마인츠 05로 이적하여 5년 계약을 맺었다. 9월 9일, 그는 3-1로 이긴 바이어 레버쿠젠과의 경기에서 클럽에서의 첫 골을 기록했다. 시즌 동안, 그는 백 3번과 백 4번에 배치되어 80%의 패스 성공률을 보였다. 그는 시즌 동안 27번의 리그 경기에 선발로 출전했다.

### 보루시아 도르트문트
2018년 6월 26일, 디알로는 2,800만 유로에 5년 계약을 맺고 보루시아 도르트문트에 입단했다. 인터뷰에서 우스만 뎀벨레가 입단을 권유했다고 전했다. 9월 15일, 그는 3-1로 이긴 아인트라흐트 프랑크푸르트와의 경기에서 클럽에서의 첫 골을 기록했다.

### 파리 생제르맹
2019년 7월 16일, 디알로는 파리 생제르맹과 2024년 6월까지 계약을 맺었고, 프랑스 클럽으로의 이적료는 3,200만 유로였다.
2019년 8월 3일, 디알로는 파리 생제르맹에서 데뷔 전을 치렀고, 이 경기는 2-1로 이긴 렌과의 트로페 데 샹피옹 경기로 끝이 났다. 그는 8월 11일 홈에서 3-0으로 이긴 님 올랭피크와의 경기에서 리그 데뷔 전을 치렀다. 디알로의 UEFA 챔피언스리그 데뷔 전은 9월 18일 레알 마드리드와의 경기로, 3-0으로 승리했다. 2019-20 시즌을 끝으로 그는 리그 1 우승 메달을 받았고, 그 시즌은 코로나19 범유행으로 인해 일찍 종료되었다(2020년 4월 30일).

### 알아라비
2023년 8월 15일, 카타르 스타스 리그의 알아라비와 1,500만 유로의 이적료로 계약을 체결하고 4년 계약을 체결했다.

## 국가대표팀 경력
디알로는 프랑스에서 태어났고 세네갈 혈통이다. 그는 프랑스의 많은 청소년 팀에서 뛰었고, 심지어 프랑스 U-21 대표팀의 주장을 맡았다.
2021년 3월 17일, 디알로는 0-0으로 비긴 콩고와의 경기에서 처음으로 세네갈 국가대표팀에 소집되어 데뷔 전을 치렀다.
그는 2021년 아프리카 네이션스컵에 참가한 세네갈 선수단의 일원이었으며, 세네갈 국가대표팀은 대회 역사상 처음으로 우승을 차지했다.
디알로는 대회 우승 이후 세네갈의 대통령 마키 살에 의해 사자 훈장의 그랜드 오피서로 임명되었다.
2023년 12월, 그는 코트디부아르에서 열린 연기된 2023년 아프리카 네이션스컵에서 세네갈 국가대표팀에 이름을 올렸다.

## 플레이 스타일
디알로는 중앙 수비수로 활약한다. 마인츠 05의 스포츠 감독 루벤 슈뢰더는 디알로가 "공중에서 강하고 도전에 빈틈이 없다"고 말했다. 보루시아 도르트문트의 스포츠 감독 미하일 조르크는 디알로를 "현대적이고 강한 중앙 수비수로 매우 총명하고, 그는 더 넓은 수비 역할을 할 수도 있고 심지어 수비형 미드필드 역할에 배치될 수도 있다"라고 묘사했다.